# Place de Moscou
La place de Moscou (russe : Московская  площадь, Moskovskaïa plochtchad) est l'une des places principales de la ville russe de Saint-Pétersbourg ; elle est entourée d'arbres et ornée de nombreuses fontaines, son centre est décoré de petits bacs à fleurs et d'une imposante statue de Lénine de 16 mètres de haut, érigée en 1970 pour célébrer le centenaire de la naissance du révolutionnaire russe,, œuvre du sculpteur Mikhaïl Anikouchine et de l'architecte Valentin Kamenski (ru) à laquelle la Maison des Soviets sert de toile de fond.
Elle est desservie par la station de métro Moskovskaïa.